# Sexmise
Sexmise (pol. Seksmisja) je polský sci-fi film z roku 1984 režiséra Juliusze Machulského. Pojednává o totalitní a nesvobodné společnosti v roce 2044, které zcela vládnou ženy.

## Obsazení
| Olgierd Łukaszewicz  | Albert Starski               |
| Jerzy Stuhr          | Maksymilian 'Maks' Paradys   |
| Bożena Stryjkówna    | Lamia Reno                   |
| Bogusława Pawelec    | Emma Dax                     |
| Hanna Stankówna      | Tekla                        |
| Beata Tyszkiewicz    | Berna                        |
| Ryszarda Hanin       | Dr. Jadwiga Yanda            |
| Barbara Ludwiżanka   | Julia Novack                 |
| Hanna Mikuć          | Linda                        |
| Elżbieta Zającówna   | Zająconna                    |
| Janusz Michałowski   | profesor Wiktor Kuppelweiser |
| Wiesław Michnikowski | její Excelence               |

## Příběh
Děj filmu začíná v roce 1991. Doktor Kuppelweiser objevil hibernátor, který pomocí snížení tělesné teploty umožňuje lidem v umělém spánku přečkat celá staletí. Televize vysílá experiment, ve kterém se dva dobrovolníci, Max a Albert, podrobují hibernaci na tři roky jako součást pokusu vedeného doktorem Viktorem Kuppelweisserem. Max s Albertem byli vykopáni mnohem později a ocitají se v roce 2044 v podivném, sterilním světě pod zemí bez mužů, ve společnosti řízené ligou žen. Během jejich hibernace totiž proběhla válka, při které byla použita bomba M. Tato zbraň měla dočasně ochromit mužské geny, ale kvůli chybě došlo k jejich úplnému zničení, čímž se Max a Albert stali jedinými muži na planetě. V důsledku války se zemský povrch stal neobyvatelným, takže se přeživší ženy musely uchýlit pod zem. Mezitím díky partenogenezi ženy dlouhodobě "produkovaly" v laboratorních podmínkách pouze dívky. Max a Albert jsou ze situace lidstva zděšeni.
Brzy si uvědomí, že se stali pokusnými králíky v rukou zvědavých žen, které je považují za cenný objev. O jedinečný archeologický nález dvou živých samců vypukne spor mezi dvěma soupeřícími skupinami vědkyň – skupinou Archeo a skupinou Genetix, které oba muže jako „přežitek minulosti“ chtějí pro svůj výzkum. Jejich přítomností je znepokojena diktátorka Její Excelence. Probíhá soud, na kterém se hlasuje o naturalizaci (nucené operativní změně pohlaví) nebo likvidaci mužů. Nakonec převahou jednoho hlasu vítězí volba naturalizace. Oba muži prchají před ženskou policií, ale jsou chyceni. Ženy je považují za ještě nebezpečnější, než si myslely, a rozhodnou se je ne likvidovat, ale spíše naturalizovat, aby se stali ženami, nebo je použít k transplantaci orgánů a jako objekty experimentů. Doktorka Lamia jim pomáhá, protože ztratila právo provádět výzkum na mužích kvůli intrikám sester v oddělení Genetix (zodpovědném za genetické otázky).
Spolu s nově nalezenou spojenkyní Lamií Renovou vyjdou na povrch a pronásledovatelkou Emmou. Záhy zjišťují, že žádná radiace není, Země také není zničená a vše je živé. Dokonce naleznou i sídlo vůdkyně podzemního města, která je nazývána Její Excelencí. Na povrch se nakonec prodere i to, že Její Excelence není žena, ale přeživší muž přestrojený za ženu, který se žen bojí. Albert a Max provádějí biologickou sabotáž v "inkubátoru novorozenců", což vede k narození prvních chlapců od války místo dívek.
Ukazuje se, že mocní se na jednu stranu chovají podle oficiálního řádu systému, ale zároveň požívají neuvěřitelných výhod. Tento film byl populární v 80. letech 20. století hlavně proto, že vtipným a originálním způsobem poukazoval na stav tehdejší reálně socialistické společnosti.